# Sojusmultfilm
Sojusmultfilm (em russo: Coюзмультфильм) é um estúdio de animação soviético com sede em Moscovo. Desde a sua fundação em 10 de junho de 1936 o estúdio produziu mais de 1.500 filmes para televisão e cinema que receberam diversas premiações nacionais e internacionais tornando Sojusmultfilm o mais importante estúdio de animação da União das Repúblicas Socialistas Soviéticas.
Entre os títulos mais conhecidos constam animações como Crocodilo Gena (Крокодил Гена, 1969), Ursinho Puff (Винни-Пух, 1969), Lobo Pateta (Ну, погоди!, 1969-1993), Hedgehog in the Fog (Ёжик в тумане, Yozhik v tumane, 1975) e Tales of Tale (Ска́зка ска́зок, Skazka skazok, 1979, considerada a melhor animação de todos os tempos) que foram dirigidos por cineastas como Yuriy Norshteyn e Alexander Lukitsch Ptuschko.
Com o colapso da União Soviética em 1991 o estúdio foi privatizado e desmantelado. Em 1999 a empresa foi estatizada e em 2004 dividida em duas unidades independentes.

Animações em selos russos de 1988
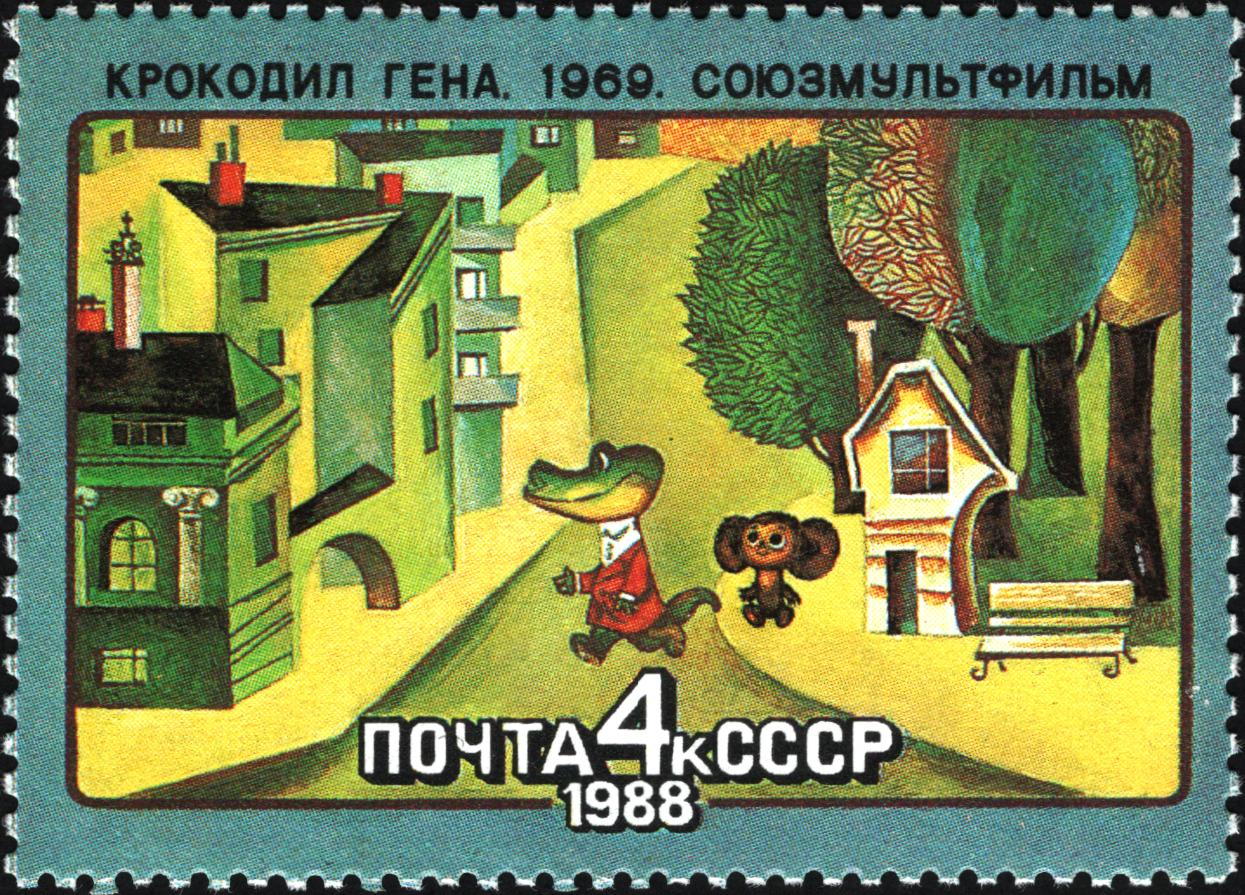
Crocodilo Gena
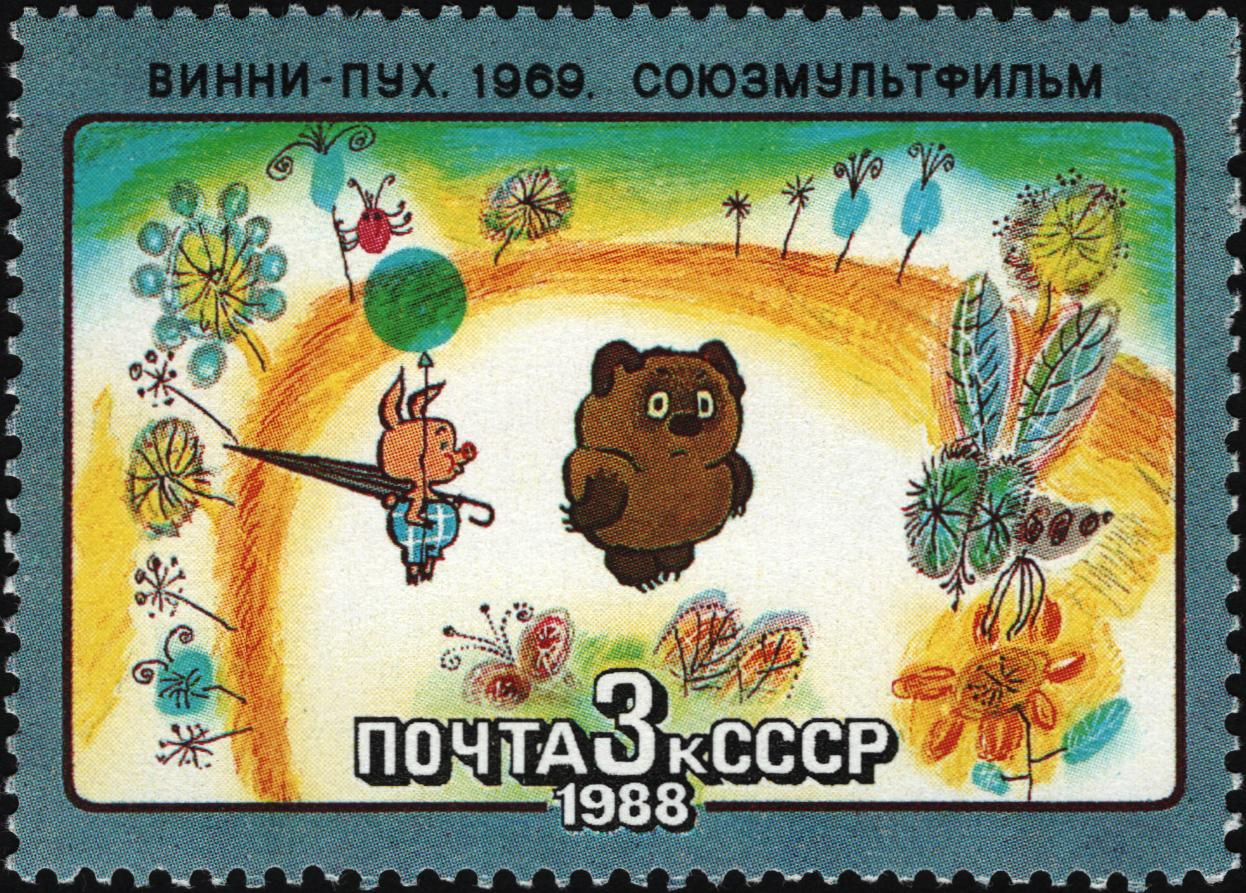
Ursinho Puff
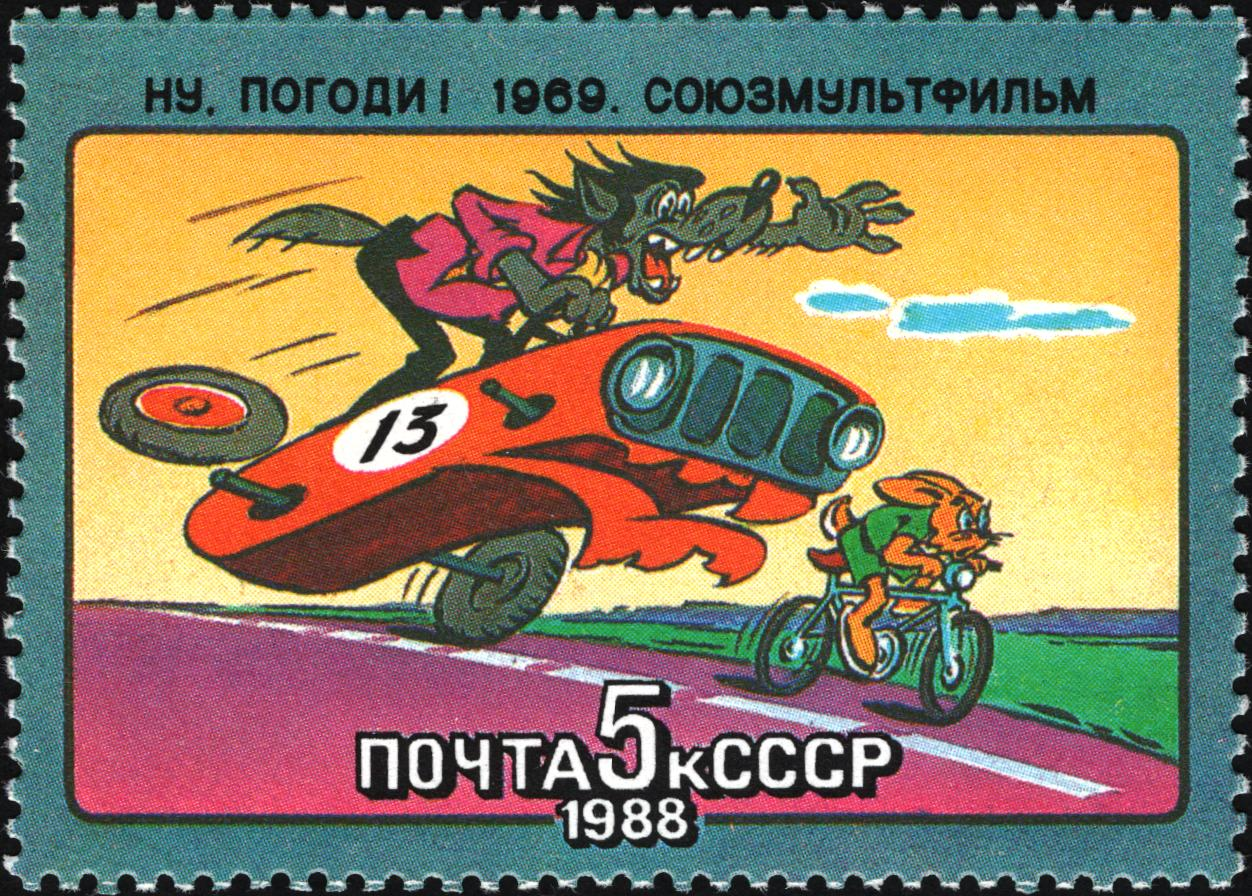
Lobo Pateta
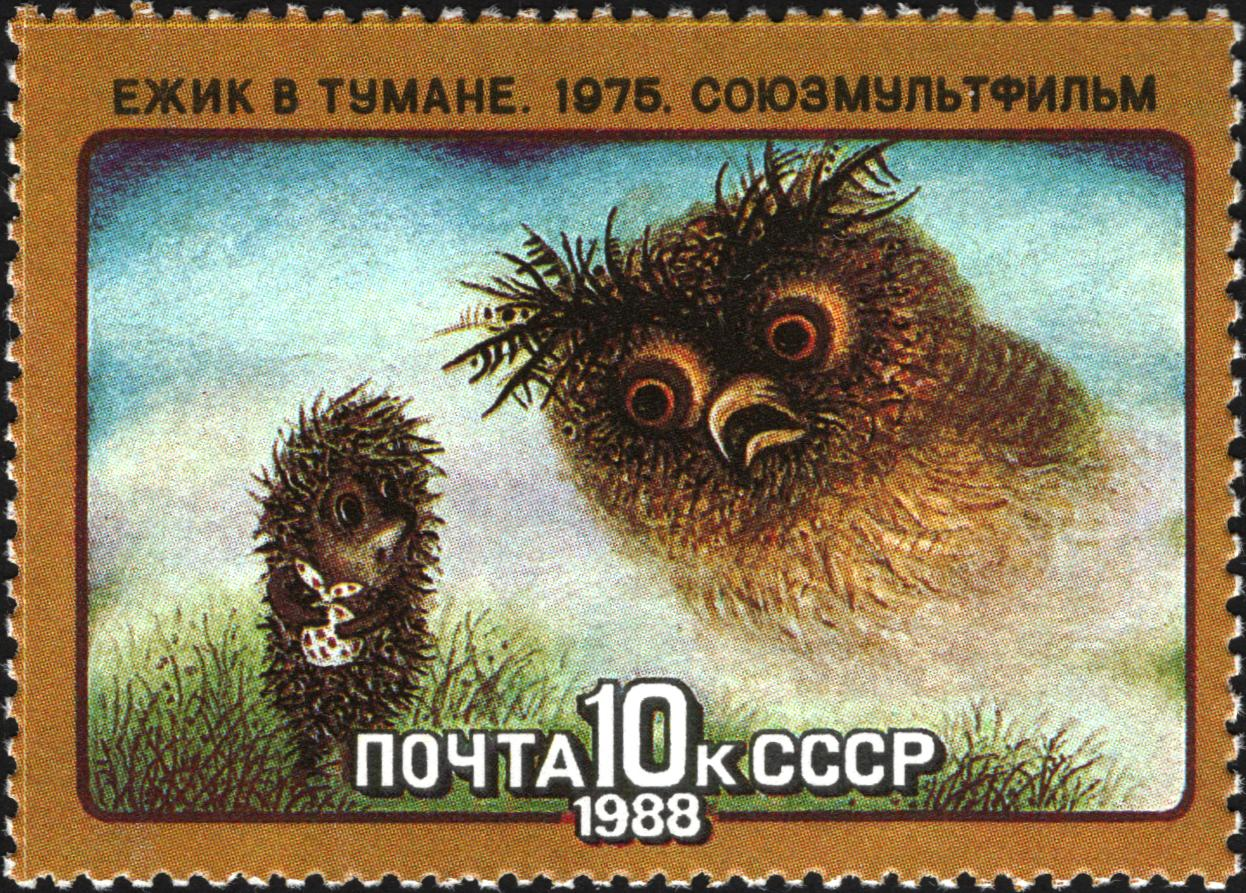
Hedgehog in the Fog